# Tung Chee Hwa
Tung Chee Hwa (ur. 7 lipca 1937 w Szanghaju), przedsiębiorca chiński, działacz państwowy, szef władz wykonawczych Specjalnego Regionu Administracyjnego ChRL Hongkong w latach 1997–2005.
Przeniósł się wraz z rodziną do Hongkongu jako 10-latek; jego ojciec, Tung Chao Yung, był bogatym przedsiębiorcą w przemyśle okrętowym. Po śmierci ojca (1982) stanął na czele jego przedsiębiorstw, ale uzyskał mocną pozycję dopiero po zawarciu kontraktów na uzbrojenie wojskowe z komunistyczną ChRL. Od tego czasu Tung ściśle współpracował z władzami Chin, wykorzystując m.in. kontakty swojego przyjaciela, Henry'ego Foka; zmienił tym samym politykę firmy rodzinnej - ojciec Tung Chao Yung uchodził za zwolennika Kuomintangu.
Na początku 1997 został powołany na stanowisko szefa władz wykonawczych Hongkongu, który z dniem 1 lipca 1997 przeszedł pod zarząd chiński jako specjalny region administracyjny. Mimo nie najlepszych ocen jego pierwszej kadencji (nastąpił m.in. wzrost bezrobocia związany z kryzysem azjatyckim) został wybrany ponownie w 2002, ale ostatecznie nie dotrwał do końca 5-letniej kadencji. Już w 2003 doszło do serii demonstracji zwolenników reform demokratycznych, w efekcie czego ustąpiło kilku członków administracji Tunga. On sam zrezygnował w marcu 2005 i został tymczasowo zastąpiony przez Donalda Tsanga. Oficjalnym powodem rezygnacji były względy zdrowotne, ale jednocześnie Tung został dołączony do grona kilkunastu wiceprzewodniczących Komitetu Krajowego Ludowej Politycznej Konferencji Konsultatywnej Chin X kadencji.